# Иоанн Гексемский

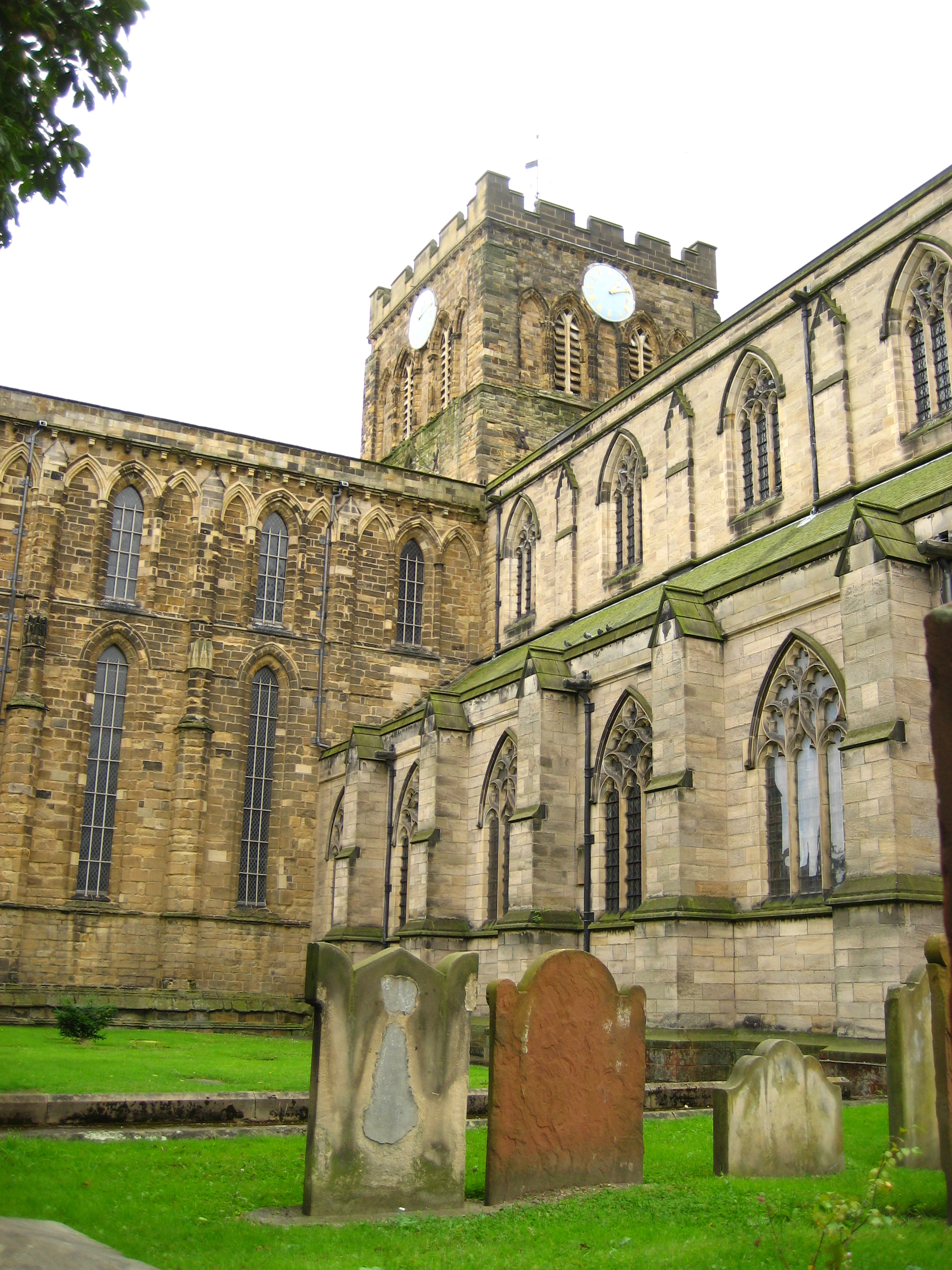
Башня собора и трансепты Аббатства Св. Андрея в Гексеме (1170—1250)

Иоанн Гексемский, или Джон из Гексема (лат. Johannes Hagustaldensis, англ. John of Hexham; ум. не позже 1209), — средневековый английский хронист, монах-августинец, приор Гексемского аббатства Св. Андрея, автор хроники «История двадцати пяти лет» (Historia XXV. annorum).

## Биография
Иоанн Гексемский, судя по преамбуле к его единственному дошедшему до нас сочинению — латинской хронике «История двадцати пяти лет» (Historia XXV. annorum), был приором Гексемского монастыря августинцев в Нортумберленде. Очевидно, он был избран на этот пост около 1160 года, став преемником Ричарда Гексемского, и оставался приором до 1209 года. Несмотря на то, что Иоанн занимал свою должность в течение почти 40 лет, он не упоминается ни в одной современной ему хронике, но фигурирует в двух хартиях, одна из которых датируется 1178 годом, а другая — временем между 1189 и 1194 годами.
«История двадцати пяти лет» Иоанна Гексемского, предположительно составленная в начале 1160-х годов, представляет собой продолжение хроники Симеона Даремского и охватывает события истории Англии с 1129 по 1154 год. До 1139 года повествование практически повторяет «Деяния короля Стефана и битву Штандартов» (Historia de gestis regis Stephani ci de bello Standardii) Ричарда Гексемского, и лишь в описании последующего периода хроника является относительно независимым источником. Особенную ценность представляют в ней сведения, посвящённые Северной Англии, лучше известной Иоанну; некоторые сообщения его являются уникальными, в частности, о смерти в 1150 году Лондонского епископа Роберта де Сигелло от отравления виноградом. В хронологическом плане труд Иоанна, однако, далёк от точности: так, он относит осаду Оксфорда Стефаном Блуаским к 1145 году, тогда как в действительности она произошла в 1142 году, и практически все даты после 1140 года у него приведены с годичным отставанием. 
Помимо «Истории английских королей» Уильяма Мальмсберийского, «Chronicon ex chronicis» Иоанна Вустерского и «Истории англов» Генриха Хантингдонского, Иоанн использовал в своей хронике современные описания битвы Штандартов (1138), принадлежащие Элреду Ривоскому (в прозе) и некому монаху Серву (в стихах), а также поэму неизвестного священника из Глазго на смерть Сомерледа, короля Островов.
Хроника Иоанна Гексемского сохранилась в той же рукописи начала XIII века, что и «Деяния короля Стефана» Ричарда Гексемского, находящейся ныне в собрании библиотеки колледжа Корпус-Кристи Кембриджского университета (MS. 139). Впервые она была напечатана в 1652 году историком Роджером Твисденом в сборнике средневековых хроник «Десять писателей истории Англии» (Historiae Anglicanae Scriptores Decem), в 1864—1865 годах опубликована в Дареме учёным каноником Дж. Рейном в сборнике «Приорат Гексема, его хроники, фонды и анналы» (Surtees Soc. Xliv. 1864), а в 1885 году издана филологом Томасом Арнольдом в Лондоне в академической «Rolls Series» вместе с сочинением Симеона Даремского. Английский её перевод выпущен в 1856 году в Лондоне историком-архивистом преп. Джозефом Стивенсоном в 4-м томе «Собрания церковных историков Англии», и переиздавался в 2007 и 2016 годах.

## Издания
- Incipit Historia Johannis prioris Hagustaldensis // Historiae Anglicanae Scriptores Decem. — Londini, Typis Jacobi Flesher, 1652. — coll. 257–282.
- The history of the Church of Hexham, by John the Prior // The Church Historians of England: Chronicles of John and Richard of Hexham, Chronicle of Holyrood, Chronicle of Melrose. Translated from the original Latin, with a prefaces and notes by Joseph Stevenson. — Volume IV. — Part 1. — London: Seeleys, 1856. — pp. 1–32. (переизд.: Palala Press, 2007, 2016. — ISBN 1432696521)